# Астрагал Каваками
Астрагал Каваками (лат. Astragalus kawakamii) ― многолетнее травянистое растение; вид рода Астрагал (Astragalus) семейства Бобовые (Fabaceae), эндемичный для Курильских островов.
Вид назван в честь японо-тайваньского ботаника Такия Каваками.

## Ботаническое описание
Многолетнее травянистое растение до 30 см в высоту, с прямыми стеблями, голое (опушение только на чашечке) или слабоопушенное. Листья непарноперистосложные с 5—7 листочками. Листочки продолговатые, заостренные, сверху голые, снизу расcеянно-волосистые. Цветки желтые, мотыльковые, до 2 см в длину, в рыхлых кистях. Чашечка слегка скошенная, около 5 мм в длину, опушенная, с чашелистиками едва короче трубки. Завязь продолговатая. Плод — боб.

## Распространение и экология
Эндемик острова Итуруп. Известен только по немногочисленным старым японским сборам (80-е годы XIX века) из бухты Парусной и окрестностей пос. Рейдово.
Произрастает на разнотравных лугах по морским террасам.

## Охранный статус
Вид внесен в Красную книгу Сахалинской области.
Страдает от ограниченности ареала, малочисленности популяций, нарушения среды обитания.